# جاكوب ليف بورش سفيردروب
جاكوب ليف بورش سفيردروب (بالنرويجية البوكمول: Jacob Liv Borch Sverdrup)‏ هو فلاح نرويجي، ولد في 8 فبراير 1775 في Nærøy Municipality ‏ في النرويج، وتوفي في 15 مايو 1841 في .